# 1067
Il 1067 (MLXVII in numeri romani) è un anno  dell'XI secolo.

## Nati
- Ari Þorgilsson, scrittore e religioso islandese († 1148)
- Aroldo del Wessex, britannico († 1098)
- Pribislavo di Wagria, sovrano obodrita († 1159)
- Giovanni Taronita, generale e funzionario bizantino

## Morti
- 25 gennaio - Song Yingzong, imperatore cinese (n. 1032)
- 5 aprile - Goffredo II di Preuilly, conte francese
- 17 aprile - Roberto di La Chaise-Dieu, monaco cristiano francese
- 22 maggio - Costantino X Ducas, imperatore bizantino (n. 1006)
- 12 luglio - Giovanni Comneno, generale bizantino (n. 1020)
- 1º settembre - Baldovino V di Fiandra, conte
- 10 settembre - Lady Godiva, nobile britannica (n. 990)
- 7 novembre - Sancha I di León, regina
- 19 novembre - Abu'l-Aswar Shavur ibn Fadl, principe curdo
- 2 dicembre - Shaykh al-Tusi, giurista e teologo persiano (n. 996)
- Copsi, nobile anglosassone
- Erik VII di Svezia, re norrena (n. 1055)
- Maurilio di Rouen, arcivescovo francese
- Osulf di Northumbria, nobile e militare britannico
- Ottone I di Meißen, nobile tedesco
- Riccardo d'Évreux, nobile normanno

## Calendario
| Calendario 1067 | Calendario 1067 | Calendario 1067 | Calendario 1067 | Calendario 1067 | Calendario 1067 | Calendario 1067 | Calendario 1067 | Calendario 1067 | Calendario 1067 | Calendario 1067 | Calendario 1067 | Calendario 1067 | Calendario 1067 | Calendario 1067 | Calendario 1067 | Calendario 1067 | Calendario 1067 | Calendario 1067 | Calendario 1067 | Calendario 1067 | Calendario 1067 | Calendario 1067 | Calendario 1067 | Calendario 1067 | Calendario 1067 | Calendario 1067 | Calendario 1067 | Calendario 1067 | Calendario 1067 | Calendario 1067 | Calendario 1067 | Calendario 1067 |
| --------------- | --------------- | --------------- | --------------- | --------------- | --------------- | --------------- | --------------- | --------------- | --------------- | --------------- | --------------- | --------------- | --------------- | --------------- | --------------- | --------------- | --------------- | --------------- | --------------- | --------------- | --------------- | --------------- | --------------- | --------------- | --------------- | --------------- | --------------- | --------------- | --------------- | --------------- | --------------- | --------------- |
|                 | 1               | 2               | 3               | 4               | 5               | 6               | 7               | 8               | 9               | 10              | 11              | 12              | 13              | 14              | 15              | 16              | 17              | 18              | 19              | 20              | 21              | 22              | 23              | 24              | 25              | 26              | 27              | 28              | 29              | 30              | 31              |                 |
| Gennaio         | Lu              | Ma              | Me              | Gi              | Ve              | Sa              | Do              | Lu              | Ma              | Me              | Gi              | Ve              | Sa              | Do              | Lu              | Ma              | Me              | Gi              | Ve              | Sa              | Do              | Lu              | Ma              | Me              | Gi              | Ve              | Sa              | Do              | Lu              | Ma              | Me              |                 |
| Febbraio        | Gi              | Ve              | Sa              | Do              | Lu              | Ma              | Me              | Gi              | Ve              | Sa              | Do              | Lu              | Ma              | Me              | Gi              | Ve              | Sa              | Do              | Lu              | Ma              | Me              | Gi              | Ve              | Sa              | Do              | Lu              | Ma              | Me              |                 |                 |                 |                 |
| Marzo           | Gi              | Ve              | Sa              | Do              | Lu              | Ma              | Me              | Gi              | Ve              | Sa              | Do              | Lu              | Ma              | Me              | Gi              | Ve              | Sa              | Do              | Lu              | Ma              | Me              | Gi              | Ve              | Sa              | Do              | Lu              | Ma              | Me              | Gi              | Ve              | Sa              |                 |
| Aprile          | Do              | Lu              | Ma              | Me              | Gi              | Ve              | Sa              | Do              | Lu              | Ma              | Me              | Gi              | Ve              | Sa              | Do              | Lu              | Ma              | Me              | Gi              | Ve              | Sa              | Do              | Lu              | Ma              | Me              | Gi              | Ve              | Sa              | Do              | Lu              |                 |                 |
| Maggio          | Ma              | Me              | Gi              | Ve              | Sa              | Do              | Lu              | Ma              | Me              | Gi              | Ve              | Sa              | Do              | Lu              | Ma              | Me              | Gi              | Ve              | Sa              | Do              | Lu              | Ma              | Me              | Gi              | Ve              | Sa              | Do              | Lu              | Ma              | Me              | Gi              |                 |
| Giugno          | Ve              | Sa              | Do              | Lu              | Ma              | Me              | Gi              | Ve              | Sa              | Do              | Lu              | Ma              | Me              | Gi              | Ve              | Sa              | Do              | Lu              | Ma              | Me              | Gi              | Ve              | Sa              | Do              | Lu              | Ma              | Me              | Gi              | Ve              | Sa              |                 |                 |
| Luglio          | Do              | Lu              | Ma              | Me              | Gi              | Ve              | Sa              | Do              | Lu              | Ma              | Me              | Gi              | Ve              | Sa              | Do              | Lu              | Ma              | Me              | Gi              | Ve              | Sa              | Do              | Lu              | Ma              | Me              | Gi              | Ve              | Sa              | Do              | Lu              | Ma              |                 |
| Agosto          | Me              | Gi              | Ve              | Sa              | Do              | Lu              | Ma              | Me              | Gi              | Ve              | Sa              | Do              | Lu              | Ma              | Me              | Gi              | Ve              | Sa              | Do              | Lu              | Ma              | Me              | Gi              | Ve              | Sa              | Do              | Lu              | Ma              | Me              | Gi              | Ve              |                 |
| Settembre       | Sa              | Do              | Lu              | Ma              | Me              | Gi              | Ve              | Sa              | Do              | Lu              | Ma              | Me              | Gi              | Ve              | Sa              | Do              | Lu              | Ma              | Me              | Gi              | Ve              | Sa              | Do              | Lu              | Ma              | Me              | Gi              | Ve              | Sa              | Do              |                 |                 |
| Ottobre         | Lu              | Ma              | Me              | Gi              | Ve              | Sa              | Do              | Lu              | Ma              | Me              | Gi              | Ve              | Sa              | Do              | Lu              | Ma              | Me              | Gi              | Ve              | Sa              | Do              | Lu              | Ma              | Me              | Gi              | Ve              | Sa              | Do              | Lu              | Ma              | Me              |                 |
| Novembre        | Gi              | Ve              | Sa              | Do              | Lu              | Ma              | Me              | Gi              | Ve              | Sa              | Do              | Lu              | Ma              | Me              | Gi              | Ve              | Sa              | Do              | Lu              | Ma              | Me              | Gi              | Ve              | Sa              | Do              | Lu              | Ma              | Me              | Gi              | Ve              |                 |                 |
| Dicembre        | Sa              | Do              | Lu              | Ma              | Me              | Gi              | Ve              | Sa              | Do              | Lu              | Ma              | Me              | Gi              | Ve              | Sa              | Do              | Lu              | Ma              | Me              | Gi              | Ve              | Sa              | Do              | Lu              | Ma              | Me              | Gi              | Ve              | Sa              | Do              | Lu              |                 |